# 蘇格蘭工黨 (1970年代)
蘇格蘭工黨（英語：Labour Party of Scotland）是1970年代初期活躍於英国政壇的蘇格蘭民族主義政黨，獨立自苏格兰民族党邓迪支部。蘇格蘭工黨於1973年東丹地補選中分裂了蘇格蘭民族主義政黨陣營的選票，使得蘇格蘭民族黨可能因此而喪失一席議會席位；蘇格蘭工黨還參與了丹地市議會選舉，不過沒有斬獲，隨後便於1973年5月24日默默解散，黨員大多回歸當時因北海油田相關政見而獲得蘇格蘭選民歡迎的蘇格蘭民族黨。蘇格蘭工黨從成立至解散間沒有任何黨員當選正式的民意代表。
時任蘇格蘭民族黨黨魁威廉·沃爾夫認為蘇格蘭工黨的成立僅僅是一些地方政治家的機會主義作祟下的結果，其中即包含喬治·麥克萊恩（George MacLean），其補選對手之一戈登·威爾遜於1979年繼沃爾夫成為蘇格蘭民族黨黨魁。

## 歷史

### 建立
蘇格蘭工黨獨立自苏格兰民族党邓迪支部，由部分對蘇格蘭民族黨心懷不滿的黨員於1970年代初期成立。時任蘇格蘭民族黨黨魁威廉·沃爾夫否認雙方是因意識形態歧異而分裂的，並辯稱蘇格蘭工黨的領導人只是單純為發展個人的政治事業而離開蘇格蘭民族黨而已。歷史學家彼得·林奇（Peter Lynch）認為，蘇格蘭工黨較蘇格蘭民族黨更為激進，且從黨名可以看出，蘇格蘭工黨應為左派政黨，且相當支持蘇格蘭當地的勞工運動。蘇格蘭工黨以1971年於格拉斯哥成立的同名政黨為樣本，不過該黨隨即拒絕與丹地方面有任何隸屬關係。儘管如此，蘇格蘭工黨仍持續發展，並開始租賃辦公室。

### 補選
與僅專注於格拉斯哥當地選舉的同名政黨不同，蘇格蘭工黨企圖進軍英國國會。由於被委任為歐盟執委會執委，時任工黨籍東丹地選區議員喬治·湯姆森辭去了職務，而補選將於1973年3月舉行。蘇格蘭工黨提名喬治·麥克萊恩（George MacLean）為候選人，對上由工黨提名的喬治·馬欽、蘇格蘭民族黨提名的戈登·威爾遜、由保守黨提名的時任丹地市市長喬治·費茲傑羅 （William Fitzgerald）、由自由黨提名的納撒尼爾·戈登（Nathaniel Gordon），以及無黨籍候選人約翰·西德尼·湯姆森（John Sidney Thomson）。
選舉結果，由馬欽以1,141票的微弱優勢擊敗第二名的戈登·威爾遜而當選，但是工黨的得票率下降了15.6%；與之相對的，蘇格蘭民族黨則表現強勁，得票率上升達21.2%，其中很大一部分原因歸功於提出將北海油田保留予蘇格蘭利用，以讓蘇格蘭城市地區選民得以受益的政見。北海油田相關政見讓蘇格蘭民族黨於同年格拉斯哥補選中獲勝，將瑪戈·麥克唐納送進下议院。政治學家大衛·布特羅伊（David Boothroyd）認為，蘇格蘭民族黨之所以無法利用此類政見在東丹地補選中獲勝，其原因在於蘇格蘭工黨分裂了蘇格蘭民族主義政黨陣營的選票；他並表示：「選民是否清楚（該黨的）起源一事值得懷疑。」蘇格蘭民族黨在1973年兩場選舉中提出的北海油田相關政見，後來演進為其推動蘇格蘭獨立運動的經濟政策代表口號「這是蘇格蘭的油」（""）。

### 市議會選舉及解散
1973年丹地市議會選舉於當年5月2日舉行，其中蘇格蘭工黨共於全市12個坊（選區）中的8個坊提名了9位候選人。唐菲爾德選區候選人麥克萊恩繳出了最好的結果，共獲得242票、得票率達6.2%；坎珀當選區候選人之一D·麥加里（D. McGarry）結果最差，僅獲得123票、得票率1.6%。蘇格蘭工黨沒有任何黨員當選民意代表，在選舉22日後於1973年5月24日以七比一的比數通過解散政黨的決議，默默解散。此一決定是與此前沒有聯繫的格拉斯哥同名政黨共同作出的，以便「讓民族運動成為統一戰線」；不過評論家安德魯·穆瑞·史考特和伊恩·麥克利（Iain MacLeay）推測認為「兩個黨都並不成功」。蘇格蘭工黨解散後，黨員大多回歸蘇格蘭民族黨，部分黨員並參與營運蘇格蘭民族黨的地下廣播電臺蘇格蘭自由電臺。在沒有了蘇格蘭工黨的牽制之後，威爾遜成功於1974年2月英國大選中當選東丹地選區國會議員，同時擔任蘇格蘭民族黨的副黨魁，之後並繼沃爾夫於1979年至1990年間擔任黨魁。

## 選舉表現

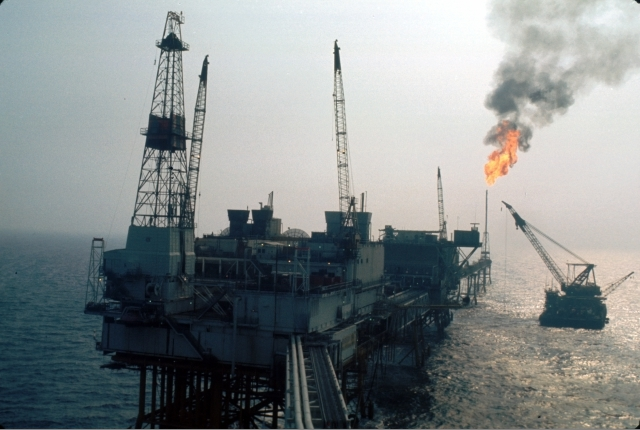
蘇格蘭民族黨以北海油田（圖）為其政見主題

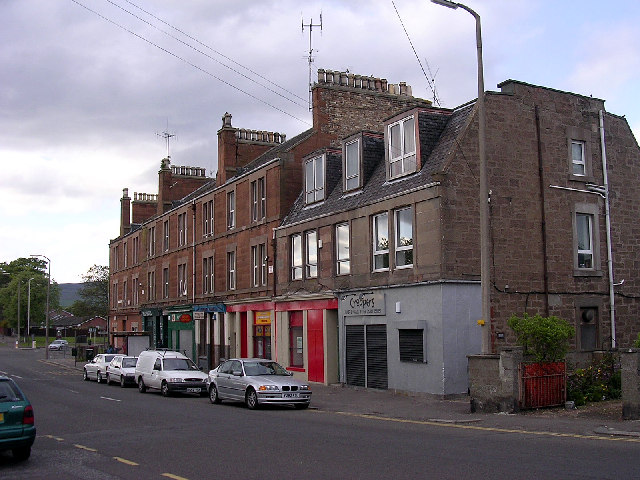
蘇格蘭工黨在唐菲爾德（圖）取得了最好的市議會選舉成果

| 政党   | 政党            | 候选人                 | 票数                 | %      | ±      |
| ------ | --------------- | ---------------------- | -------------------- | ------ | ------ |
|        | 工黨            | 喬治·馬欽              | 14,411               | 32.74  | -15.60 |
|        | 苏格兰民族党    | 戈登·威爾遜            | 13,270               | 30.15  | +21.22 |
|        | 保守黨          | 喬治·費茲傑羅 （William Fitzgerald）     | 11,089               | 25.19  | -17.17 |
|        | 自由黨          | 納撒尼爾·戈登（Nathaniel Gordon）      | 3,653                | 8.30   | N/A    |
|        | 蘇格蘭工黨      | 喬治·麥克萊恩（George MacLean）      | 1,409                | 3.20   | N/A    |
|        | 无党籍          | 約翰·西德尼·湯姆森（John Sidney Thomson） | 182                  | 0.41   | N/A    |
| 多数票 | 多数票          | 多数票                 | 1,141                | 2.59   | -3.39  |
| 投票率 | 投票率          | 投票率                 | 44,014               | 70.0   | -5.97  |
|        | 工党 (英国)维持 | 工党 (英国)维持        | 与上次选举得票率之差 | -18.41 |        |

| 1973年丹地市議會選舉選舉結果 | 1973年丹地市議會選舉選舉結果 | 1973年丹地市議會選舉選舉結果 | 1973年丹地市議會選舉選舉結果 | 1973年丹地市議會選舉選舉結果 |
| 坊（選區）                   | 候選人                       | 得票數                       | 得票率                       | 結果                         |
| ---------------------------- | ---------------------------- | ---------------------------- | ---------------------------- | ---------------------------- |
| 凱爾德                       | J·費爾威瑟（J. Fairweather）               | 134                          | 3.5%                         | 落敗                         |
| 坎珀當                       | I·M·唐納森（I. M. Donaldson）               | 227                          | 3.0%                         | 落敗                         |
| 坎珀當                       | D·麥加里（D. McGarry）                 | 123                          | 1.6%                         | 落敗                         |
| 克雷吉                       | G·麥肯齊（G. McKenzie）                 | 209                          | 4.6%                         | 落敗                         |
| 道格拉斯                     | H·鄧寧（H. Dunning）                   | 94                           | 2.0%                         | 落敗                         |
| 唐菲爾德                     | G·麥克林（G. MacLean）                 | 242                          | 6.1%                         | 落敗                         |
| 港口                         | L·麥奎因（L. MacQueen）                 | 81                           | 2.8%                         | 落敗                         |
| 希爾敦                       | J·亞歷山大（J. Alexander）               | 57                           | 2.6%                         | 落敗                         |
| 洛希                         | D·麥塔加特（D. McTaggart）               | 112                          | 2.3%                         | 落敗                         |